# 三元化合物

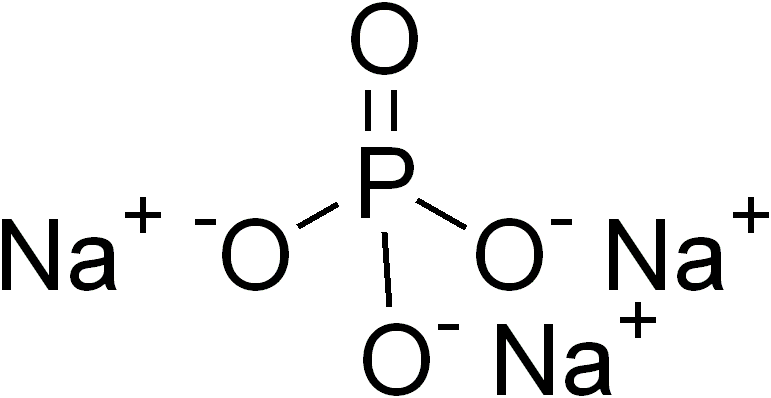
リン酸ナトリウム

三元化合物（さんげんかごうぶつ、英: ternary compound）とは、3種類の異なる元素を含む化合物である。
たとえばリン酸ナトリウム Na3PO4 が挙げられる。Na+ イオンは+1の電荷をもち、PO43- イオンは-3の電荷をもつため、電荷を中和するために3つのナトリウムイオンと1つのリン酸イオンから成り立っている。
他の例には炭酸カルシウム CaCO3 やフッ化クロリル ClO2F などがある。